# Блажо Ђуричић
Блажо Ђуричић (Пуебло, 26. април 1914 — Сарајево, 29. мај 1991) био је учесник Народноослободилачке борбе, инжењер, генерал-мајор ЈНА, друштвено-политички радник СР Босне и Херцеговине и СФРЈ и народни херој Југославије.

## Биографија
Рођен је 26. априла 1914. године у Пуеблу, у савезној држави Колорадо, у Сједињеним Америчким Државама. Његов отац Алекса Ђуричић био је родом из Херцеговине, али су га аустроугарске власти 1906. године протерале у Књажевину Црну Гору. У потрази за послом, он је са породицом 1910. године отишао у Америку и тамо радио као радник. Када је 1914. године избио Први светски рат, вратио се у домовину и отишао у војску, где је погинуо 1916. године.

### Револуционарни рад
Након смрти оца, Блажина породица се настанила у Никшићу, где је он 1925. године завршио основну школу. Током учења у Никшићкој гимназији, почео је да чита марксистичку и другу револуционарну литературу и да се интересује за политичка збивања. Године 1932. је био учесник штрајка ученика Никшићке гимназије. Након положене матуре, 1933. године отишао је у Београд, где се уписао на Пољопривредно-шумарски факултет у Земуну.
Током студија, Блажо се активно укључио у револуционарни студентски покрет на Београдском универзитету и почео је да се дружи са студентима-комунистима из родног краја. Године 1939. је дипломирао, а исте године је радио као предавач у Странци радног народа (СРН), која је представљала легалан облик рада тада илегалне Комунистичке партије Југославије (КПЈ), од половине 1938. до краја 1940. године. Радом у радничким рејонима и дружењем са комунистима, постао је присталица комунизма и симаптизер КПЈ. Због његове политичке активности био је више пута хапшен, али није био дуже задржаван у притвору.

### Народноослободилачка борба
Након дипломирања, 1939. године, свега два месеца је радио као помоћни секретар Пољопривредне коморе на Цетињу. Због тешке болести, морао је напустити посао и повући се из друштвеног живота. Након окупације Југославије, иако још увек болестан, јула 1941. године се прикључио Тринаестојулском устанку. Као провереног политичког активисту, Окружни комитет КПЈ за Никшић га је 10. августа 1941. године примио у чланство Комунистичке партије Југославије.
Новембра 1941. године, по партијском задатку је прешао на рад у Херцеговину. Био је један од најистакнутијих руководилаца Народноослободилачког покрета (НОП) у Херцеговини. Почетком 1942. године био је постављен за политичког комесара сектора Гацко–Невесиње, чије су јединице међу првима у Херцеговини повеле борбу против четника и извеле више војних подухвата.
Када је 10. августа 1942. године била формирана Десета херцеговачка ударна бригада, Блажо је именован за заменика политичког комесара њеног Првог гатачког батаљона. Заједно са овом бригадом учествовао је у походу у Босанску крајину, где је крајем 1942. године био именован за заменика политичког комесара Осме крајишке ударне бригаде. Заједно са овом бригадом, до јуна 1943. године је учествовао у великом броју значајних борби — на сектору Бихаћа, у Подгрмечу и код Бравског Ваганаца, у току Четврте непријатељске офанзиве; као и поново на сектору Бихаћа и на сектору Кључа, након завршетка офанзиве.
Јуна 1943. године био је именован за политичког комесара 11. крајишке дивизије и на тој дужности је остао до краја 1944. године. Са овом дивизијом је учествовао у тешким борбама у западној и централној Босни — за време зимских операција, у Првој бањалучкој операцији, за проширење слободне територије у централној Босни и др. У току лета 1944. године ова дивизија је прешла преко централне и источне Босне, а у јесен 1944. је прешла у Србију и учествовала у борбама за ослобођење западне Србије, у Београдској операцији и на Сремском фронту. За успехе постигнуте у борбама за ослобођење Београда, био је похваљен заједно са својом јединицом. Извесно време се налазио на дужности политичког комесара Трећег босанског корпуса, који је у завршним операцијама за ослобођење Југославије имао значајну улогу у спречавању повлачења непријатељских снага.

### Послератни период
Након завршетка рата, налазио се на дужности политичког комесара Шесте армије ЈА. Године 1947. био је демобилисан у чину генерал-мајора ЈА и преведен у резерву. Након тога се посветио друштвено-политичким дужностима. Најпре је био помоћник министра, па министар пољопривреде у Влади НР Босне и Херцеговине, а потом потпредседник Извршног већа Скупштине НР Босне и Херцеговине, од 1955. до 1962. године. Био је и председник Одбора за народну привреду Републичког већа Скупштине СР Босне и Херцеговине.
Дуго година је био члан Извршног комитета Централног комитета Савеза комуниста Босне и Херцеговине, а један период и његов организациони секретар. На Седмом конгресу СКЈ, 1958. године, био је биран за члана Централне ревизионе комисије, а на Осмом конгресу СКЈ, 1964. године, био је биран за члана Централног комитета Савеза комуниста Југославије.
Био је биран за члана Главног одбора Социјалистичког савеза радног народа (ССРН) Босне и Херцеговине, а од 1967. до 1974. године био је потпредседник Савезне скупштине СФРЈ. Више пута је био биран за републичког и савезног народног посланика, а након одласка у пензију био је члан Савета федерације.
Умро је 29. маја 1991. у Сарајеву.
Носилац је Партизанске споменице 1941. и других југословенских одликовања, међу којима су — Орден народног ослобођења, Орден партизанске звезде првог реда, Орден заслуга за народ првог реда, Орден братства и јединства првог реда, Орден партизанске звезде другог реда и два Ордена за храброст. Од иностраних одликовања, истиче се Орден Грунвалдов крст другог реда НР Пољске. Орденом народног хероја одликован је 27. новембра 1953. године.
Његова супруга Паулина Пава Сударски (1913—1943), била је сликарка родом из Новог Бечеја, а погинула је као болничарка Пете црногорске пролетерске бригаде на Тјентишту, 13. јуна 1943. године, током битке на Сутјесци, у близини места где је погинуо Сава Ковачевић.